# Miszumi Jóko
Miszumi Jóko angolul Yoko Misumi (三角ようこ; Hepburn: Misumi Yōko) japán zongoraművész.

## Élete
Kiotóban (Japán) született zenész családban, és nagyon korán kezdett zongorázni 14 évesen második díjat kapott a rangos Kiotói Zongoraversenyen. A kiotói zenei középiskola elvégzése után Londonba költözött, ahol a Trinity College of Musicban BMus diplomát, majd két posztgraduális diplomát szerzett.
Miszumi koncertjei között szerepel Chopin Andante spianato és Grande Polonaise brillante című művének nagy elismerést kiváltó előadása a Trinity College of Music Szimfonikus Zenekarral, James Judd vezényletével. Fellépett Japán-szerte és Németországban, Portugáliában, Londonban, Olaszországban, Horvátországban és Szlovéniában szólistaként és kamarazenei előadásokon egyaránt. Olyan rangos helyszíneken lépett fel, mint a Kyoto Concert Hall, a St Martin-in-the-Fields, a St James's Church Piccadilly, a Wigmore Hall, az Adrian Boult Hall és a Regent Hall helyszínein. A mesterkurzusokon többek között Bernard Greenhouse-zal és Dimitri Aleksejevvel dolgozott együtt.
A John Longmire Beethoven Verseny első díja, a Beethoven Piano Society of Europe Intercollegiate Piano Competition 2005 második díja, a 2006-os Elizabeth Schumann Lieder verseny és a 2007-es Leonard Smith & Felicity Young Duo Competition győztese a csellista Stjepan Hauserrel. Megnyerte a 2008-as Alfred Kitchin-zongoraversenyt, a Trinity College of Music Leverhulme ösztöndíjasa, valamint a TCM alapítói díjának zenei teljesítményéért kitüntetettje.
Miszumi a The Greenwich Trio tagja, amelyet Lana Trotovšek szlovén hegedűművésznővel és Stjepan Hauser horvát csellistával alkotnak. A 2008-as Solti Alapítvány díjazta a Triót, s a legendás csellista, Bernard Greenhouse „az új Beaux Arts Triónak” nevezte őket. Elnyerték a Cavatina Kamarazenei Verseny első és közönségdíját is, amit Európa-szerte nagyra értékelt koncertek sora követett. Jelenleg ők a Trinity Laban Kamarazenei Verseny első díjának és az olaszországi Candelo Nemzetközi Kamarazenei Verseny első és különdíjának birtokosai.
A Greenwich Trió rendszeresen Bernard Greenhouse (Beaux Arts Trio) és Stephen Kovacevich, Rivka Golani, valamint Bernard Greenhouse, Ivry Gitlis és Klaus Maetzl (Alban Berg Quartet) mesterkurzusain vesz részt. A 2008-as év legfontosabb eseményei közé tartozik a St Martin-in-the-Fieldsi koncertjük és a Triple Concerto előadása Barry Wordsworth karmesterrel.

## Fordítás
- Ez a szócikk részben vagy egészben  a   Yoko Misumi című angol Wikipédia-szócikk ezen változatának fordításán alapul.  Az eredeti cikk szerkesztőit annak laptörténete sorolja fel. Ez a jelzés csupán a megfogalmazás eredetét és a szerzői jogokat jelzi, nem szolgál a cikkben szereplő információk forrásmegjelöléseként.